# Liste d'écrivains taïwanais
Cette liste chronologique d'écrivains taïwanais tente d'établir la liste optimale des écrivains taïwanais reconnus.

## 1850
- Qiu Fengjia (1864–1912)
- Loa Ho 賴和 ou Lai He (1894-1943), poète
- John Ching Hsiung Wu (1899-1986)

## 1900
- Wu Zhuoliu 吳濁流 (Wu Chuo-liu) (1900-1976), journaliste, nouvelliste
- Yang Kui 楊逵 (Yang K'uei) (1905-1985), nouvelliste
- Chiang Kuei 姜貴 (1908-1980), nouvelliste
- Lin Haiyin 林海音 (1918-2001), romancière, nouvelliste, dramaturge, littérature pour enfants

## 1920
- Bo Yang 柏楊 (1920-2008), historien, poète, traducteur
- Chou Meng-tieh 周夢蝶 (1921-2014), écrivain, poète
- Chung Chao-cheng 鍾肇政  ou Zhong Zhaozheng (1925-), écrivaine
- Nie Hualing 聶華苓 (1925-), romancier, nouvelliste, poète
- Ye Shitao 葉石濤 (Yeh Shih-tao) (1925-2008), écrivain, historien
- Chu Hsi-ning 朱西甯 ou Zhu Xining (1927-1988), écrivain, nouvelliste
- Luo Fu 洛夫 (1928-2018), poète
- Rong Zi 蓉子 (Wang Rongzi) (1928-), poète
- Yu Guangzhong 余光中 (1928-2017), écrivain, critique, éducateur, poète

## 1930
- Yu Lihua 于梨華 (1931-), écrivaine, romancière
- Zheng Qingwen 鄭清文 (Cheng Ching-weɲ) (1932-2017), nouvelliste, nativiste
- Ma Sen 馬森 (1932-), écrivain, critique, dramaturge
- Lin Wenyue 林文月 (1933-), universitaire, écrivain, traducteur
- Li Ao 李敖 (1935-2018), romancier, nouvelliste, dissident
- Hwang Chun-ming 黃春明 (Hwang Chun-ming) (1935-), romancier, nouvelliste, littérature pour enfants
- William Marr (1936-)
- Li Kuei-Hsien (1937-)
- Wai-lim Yip (1937-)
- Bai Xianyong ou Pai Hsien-yung 白先勇 (1937-, USA), nouvelliste
- Pai Hsien-yung 白先勇 (1937-, USA)
- Chen Yingzhen 陳映真 (1937-2016), nouvelliste, L'île verte
- Chen Ruoxi 陳若曦 (Chen Jo-hsi) (1938-), écrivaine, nouvelliste
- Chiung Yao 瓊瑤 (1938-), nouvelliste
- Ouyang Tzu 歐陽子 (1939-), écrivaine, nouvelliste, moderniste
- Wang Wenxing 王文興 (1939-), nouvelliste

## 1940
- Yang Mu 楊牧 (1940-), écrivain, poète, nouvelliste
- Wang Zhenhe 王禎和 (Wang Zhen-ho) (1940-1990), nouvelliste
- Xi Murong 席慕容 (1943-), peintre, écrivaine
- San Mao 三毛 (1943-1991), poétesse, nouvelliste, scénariste
- Zhang Xiguo 張系國 (Chang Hsi-kuo) (1944-), scientifique, écrivain de science-fiction
- Wang Tuoh 王拓 (1944-2016), écrivain, intellectuel, dissident, nouvelliste
- Shi Shuqing 施淑青 (1945-), romancière, nouvelliste
- Chung Ling 鍾玲 (1945-), écrivain, traducteur, critique, essayiste, éducateur, poète
- Lin Huaimin 林懷民 (1947-), danseur, chorégraphe, écrivain
- Deng Feng-Zhou (1949-)

## 1950
- Yuan Chiung-chiung 袁瓊瓊 (1950-), romancière, nouvelliste, poétesse, dramaturge
- Huang Fan 黃凡 (1950-), romancier, nouvelliste
- Lung Ying-tai 龍應台 (1952-) écrivaine, essayiste
- Li Ang 李昂 (1952-), écrivaine féministe
- Xiao Sa 蕭颯 (Hsiao Sa) (1953-), éducatrice, nouvelliste
- Ping Lu 平路 (1953-), écrivaine, romancière, nouvelliste, essayiste
- Su Weizhen 蘇偉貞 (1954-), écrivaine, nouvelliste
- Yang-Min Lin (1955-), écrivain, nouvelliste, poète
- Zhang Guixing, Chang Kueu-hsing (en) (1956-), La Traversée des sangliers (2018)  (ISBN 978-2-80971573-6)
- Chu Tien-wen 朱天文 ou Zhu Tianwen (1956-), romancière, scénariste
- Zhang Dachun 張大春 (1957-), écrivain, nouvelliste, critique
- Syaman Rapongan 夏曼·藍波安 (1957-), écrivain, littérature sur l'océan
- Chu T’ien-hsin 朱天心 ou Zhu Tianxin (1958-), romancière

## 1960
- Ying Chen (1961-)
- Hou Wen-yong (1962-)
- Chang, Belinda 章緣 (Zhang Yuan) (1963-), écrivaine
- Cai Sufen 蔡素芬 (1963-), nouvelliste
- Hung Hung 鴻鴻 (1964-), poète, nouvelliste, scénariste, metteur en scène (théâtre, cinéma)
- Zhang Yingtai 張瀛太 (1965-), nouvelliste
- Danny Wen  溫士凱 (1967-), écrivain (voyage, nourriture)
- Luo Yijun (1967-)
- Wang Wenhua 王文華 (1967-), journaliste, nouvelliste
- Qiu Miaojin 邱妙津 (Chiu Miao-chin) (1969-1995), romancière, diariste
- Lai Hsiang-yin 賴香吟 (1969-), romancière, nouvelliste, essayiste

## sans dates
- Li Li 李黎 (?)
- Wang Ching-lin
- Ya Xian 瘂弦 (?)